# Ewa Partum

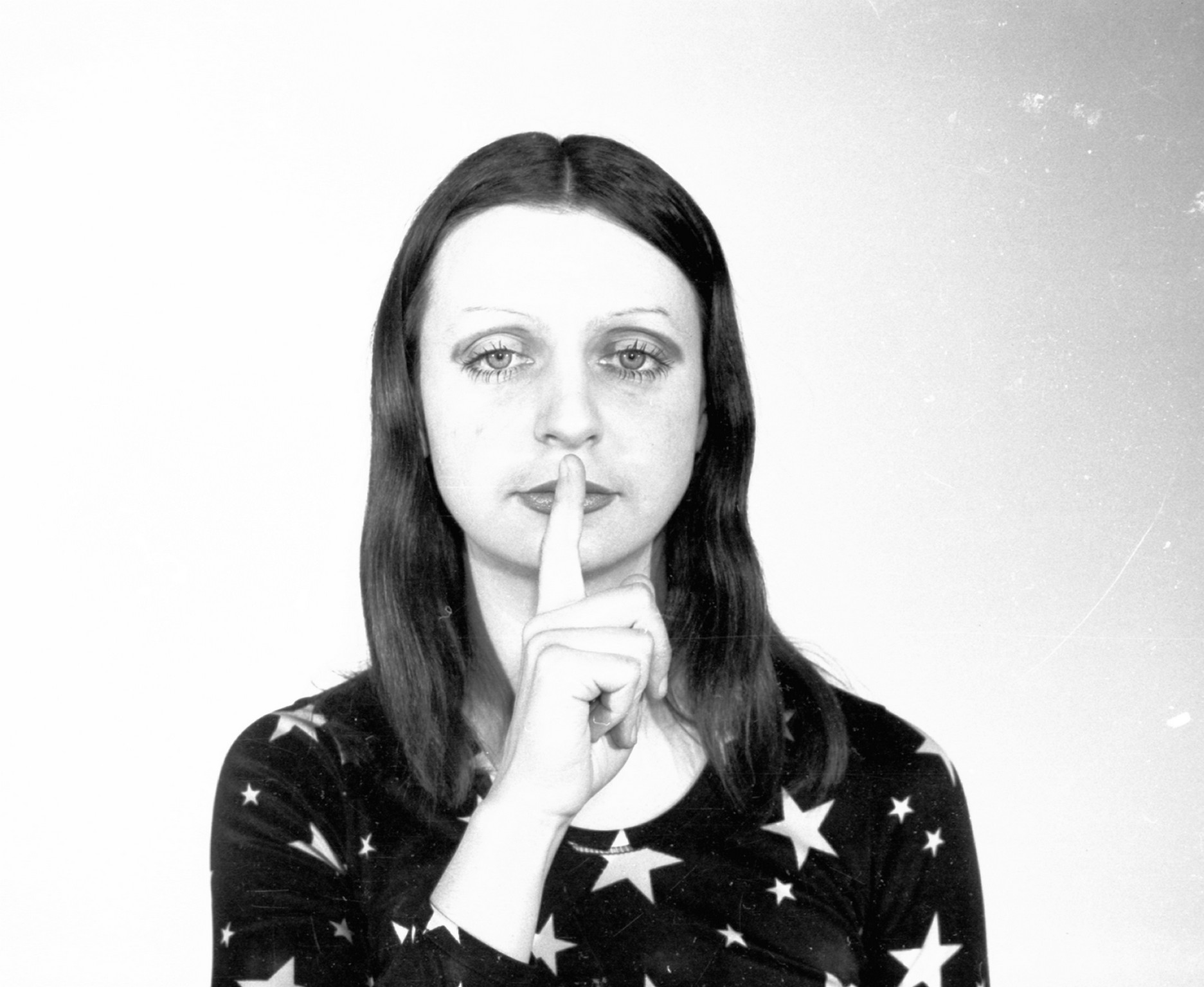
Ewa Partum (1972)

Ewa Partum (* 25. März 1945 in Grodzisk Mazowiecki) ist eine polnische Poesiekünstlerin, Performancekünstlerin, Filmemacherin und Konzeptkünstlerin. Sie beschäftigt sich mit sprachlichen Aktivitäten und lebt in Berlin.

## Leben
Ewa Partum wurde am 25. März 1945 in Grodzisk Mazowiecki in der Nähe von Warschau geboren. Von 1963 bis 1965 studierte sie an der Staatlichen Hochschule für bildende Künste in Łódź. Danach führte sie ihre Studien von 1965 bis 1970 an der Akademie der Bildenden Künste in Warschau fort. Dort erwarb sie ein Diplom.

## Werk

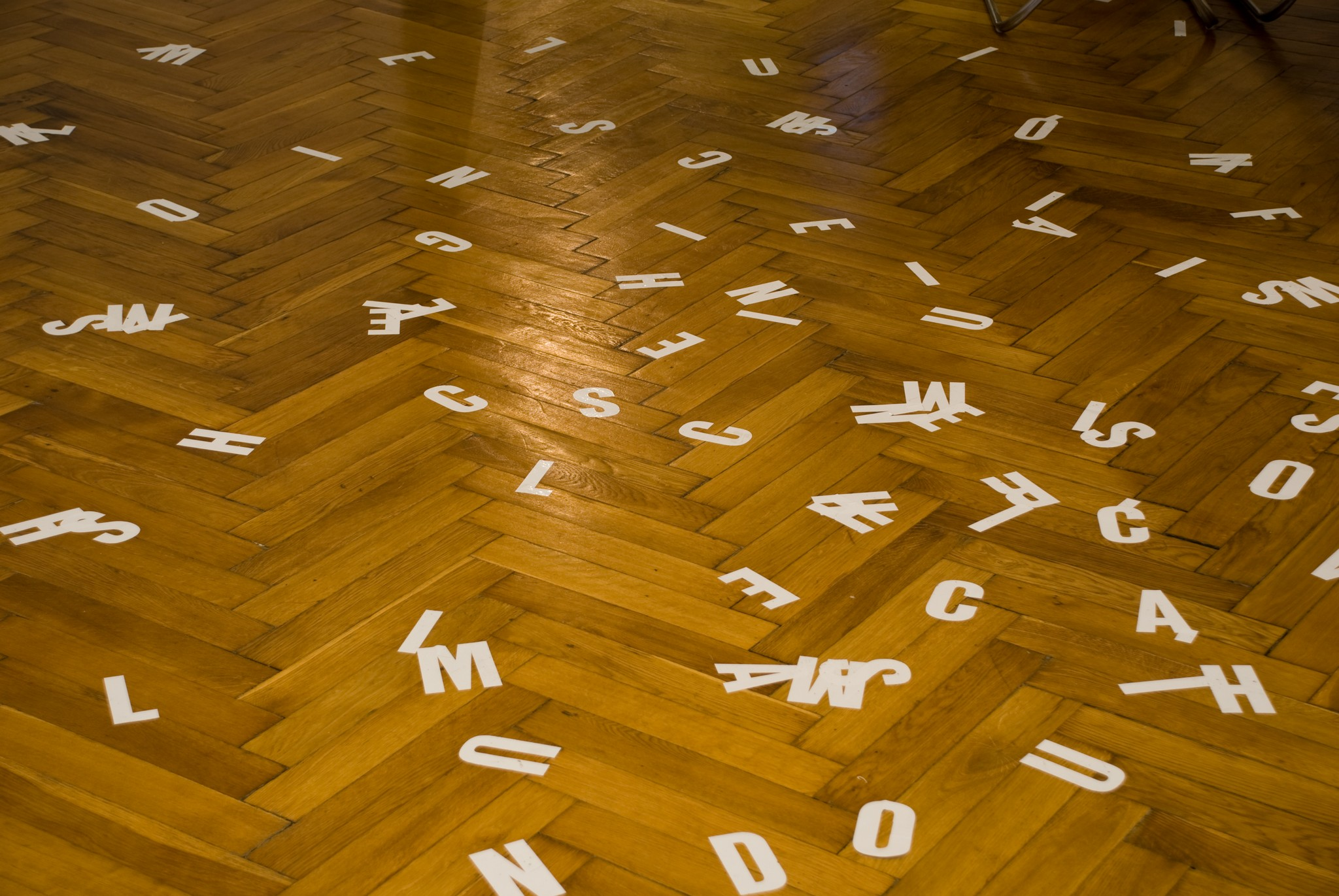
Active poetry: Tadeusz Peiper, I Want to Give Yourself a Name, 2009

Ihr Bestreben seit 1969 war die Beschäftigung mit Sprache. Partum wollte eine neue künstlerische Sprache entdecken. Sie nahm an Aktionen und Installationen zur Sprache teil, die sowohl in Galerien, als auch im Freien ausgestellt wurden. Dazu entwickelte sie eine Meta-Poesie, in der Buchstaben durch existierende oder nicht existierende Texte der Literaturgeschichte verschüttet und verbreitet werden. Zu ihren Installationen gehören Legality of Space aus dem Jahr 1971, entstanden auf einem Platz zwischen zwei Häusern in der Nähe des Freiheitsplatzes in Łódź und Breakfast on the Lawn, after Manet ebenfalls aus dem Jahr. Für die Installation Legality of Space stellte sie Tafeln mit Verboten aus. Davon waren einige einschränkende Verkehrszeichen, andere von Partum geschaffene trugen absurde Botschaften, wie zum Beispiel: „Verbieten verboten“ oder „Erlauben verboten“. Partum äußerte sich zur Autorität von Zeichen, indem sie sagte: „Diese Situation dient nur dazu, einen leeren Raum zu hinterlassen, der nicht mit Erfahrungen oder Konsum gefüllt werden sollte.“ In der zweiten Installation Breakfast on the Lawn, after Manet bezog sie sich auf das bekannte Gemälde im Kontext der realen Umgebung eines Parks. Was Manet in seinem malerischen Werk darstellte, beschränkte sie auf die Tautologie, indem sie den Text auf die Realität zurückführte.
Anfang der 1970er Jahre startete sie mit Poems By Ewa, die sie als „konzeptionelle Poesie“ in Form von poetischen Objekten, denen sie ihre Lippen aufprägte, während sie Klänge artikulierte. In den Texten wurden Buchstaben mit den Abdrücken ihrer Lippen verbunden. Manchmal zu kompletten Sätzen. Mit einem roten Lippenstift entstanden die ersten Abdrücke 1971. Sie signierte einen mit dem Satz „Meine Berührung ist die Berührung einer Frau“. Spätere Texte zeichneten sich mit einem feministischen als auch einem sozialen Ton aus, obwohl dies nie klar oder offensichtlich zum Ausdruck kam.
Zwischen 1973 und 1974 widmete sich Ewa Partum dem Film. So schuf sie in der Zeit mehrere Kurzfilme, unter dem Titel Films by Ewa. Zudem gab sie ihnen den gemeinsamen Titel Tautological Cinema. Anhand dieser Filme analysierte sie das Problem des Automatismus des Mediums Film und die Struktur der Filmsprache als Medium der Semantik.
Unter dem Titel Change 1974 inszenierte Partum eine Performance, bei der sie sich durch eine Maskenbildnerin vor Publikum die Hälfte ihres nackten Körpers gestalten ließ. Dazu erklärte sie, dass sie selbst ein Kunstwerk sei und ihr Körper wäre ein Element des feministischen Diskurses. Sie nahm diese Bilder in der Ausstellung Selbstidentifikation 1980 auf, als sie in der Warschauer Mała-Galerie diese Nacktperformance mit einer kontroversen Serie von Fotomontagen verband, die durch Szenen aus Warschau überlagert wurden. So zeigte sie sich nackt unter Passanten, neben einer Polizistin, in einer Schlange vor einem Laden und vor dem Präsidentenpalast. In dieser Arbeit definiert sie die Suche nach der eigenen weiblichen Identität.
In der folgenden Zeit nahm Partum diese feministischen Themen weiter auf und im Herbst 1980 fand in der O. N. Galerie in Posen die Performance Women, Marriage Is Against You! statt. Dort trug sie ein Hochzeitskleid und war in Geschenkfolie mit der Aufschrift „For Men“ verpackt. Zur Musik des Hochzeitsmarsches zerschnitt sie mit einer Schere die Folie und das Kleid, bis sie nackt vor dem Publikum stand. Eine Parodie auf Frauen, die versuchen sich den idealisierten Erwartungen von Männern anzupassen, zeigte sie 1981 mit ihrem Werk Stupid Woman. Viele ihrer Arbeiten wurden von der polnischen Zensur verboten, die auch die Reproduktion in Katalogen untersagte.
Die Performance Homage to Solidarity in der Underground Gallery in Łódź fand während des Kriegsrechts 1982 statt. Nackt, vor einem weißen Karton an der Wand stehend, der die Aufschrift „hommage à“ trug, sprach sie über das interne Exil von Künstlern, welches durch die Solidarność-Bewegung verursacht worden war. Mit ihren Lippen druckte sie die Buchstaben des Wortes Solidarność auf weißes Paper, streute Blumen auf den Boden und zündete einige Kerzen an. Diese Performance zeigte sie in der West-Berliner Galerie Wewerka im Jahr 1983 erneut.
Ewa Partum beschloss 1984 sich in der deutschen Hauptstadt Berlin niederzulassen. Im Rahmen eines Kunstwettbewerbs zum Thema Berliner Mauer schuf sie 1984 eine Installation aus Fotografien, in der sie nackt in High Heels einen Meter von der Mauer entfernt stand und in der linken Hand den Buchstaben „O“ für Ost und in ihrer rechten Hand den Buchstaben „W“ für West hielt. Dabei wanderte ihr Schatten wie der Zeiger einer Sonnenuhr über die Wand und wanderte von Ost nach West.
Gemeinsam mit dem Kunstmuseum in Łódź organisierte der Neue Berliner Kunstverein 1992 eine repräsentative Ausstellung polnischer Avantgardekunst von 1930 bis 1990 in der Staatlichen Kunsthalle Berlin. Einzige Frauen dieser Ausstellung war neben der verstorbenen Katarzyna Kobro nur Ewa Partum. Sie erschien mit Helfern zur Eröffnung und überreichte schwarze Kondolenzumschläge mit dem kritischen Kommentar: „Polnische Avantgarde-Künstlerinnen haben ihre große Chance, aber erst, wenn sie Leichen sind“.

## Ausstellungen
Bei der zweiten retrospektiven Ausstellung in Królikarnia im Jahr 2006 zeigte Partum eine Wiederholung ihrer Aktion Active Poetry von 1971. Im selben Jahr fand auf Einladung der Kuratorin Katherine Wood in der Tate Gallery of Modern Art in London die Aktion als Text-Installation basierend auf einem Auszug aus James Joyce Ulysses, in dem 6000 weiße Klebebuchstaben aufgeklebt wurden und weiße Pappbuchstaben über den gesamten Raum der Turbinenhalle gestreut wurden. Zeitgleich und ebenfalls in der Tate Modern wurden im Rahmen des Filmprogramms Filme aus der Reihe Gedichte von Partum gezeigt. Die Ausstellung in der Tate Modern war ein entscheidender Moment in Partums internationaler Karriere, der zu nachfolgenden Einladungen und zu Ausstellungen in den wichtigsten Kunstinstitutionen weltweit führte.
- 1973 W.O.R.K.S., Conceptual Graphics „Reading of Our World“, Calgary, Kanada
- 1974 Prospectiva 74, São Paulo
- 1975 International Exhibition of Mail Art ‘75, Buenos Aires
- 1977 Film-Festival Film as Film – Film as Art, Łódź
- 1982 Quatro, Mailand
- 1984 Contemporary Polish Art, Berlin
- 1986 Polska 86, exhibition of 20th century Polish photography
- 1990 Black-and-White Poland, Paris
- 1991 Jesteśmy, Nationale Kunstgalerie Zachęta, Warschau
- 2007 WACK! Art and the Feminist Revolution, Museum of Contemporary Art, Los Angeles
- 2007 For a Special Place: Dokumente und Arbeiten der Generali Foundation, Österreichisches Kulturforum
- 2022 Position #01 Ewa Partum, Stadtgalerie Künstlerhaus Lauenburg,[2]
- 2024 Ewa Partum: My touch is a touch of a woman, Kunstforum Ostdeutsche Galerie, Regensburg[3]

## Sammlungen
Werke von Ewa Partum befinden sich in:
- Museum of Modern Art (MoMA), New York City
- Tate Gallery of Modern Art, London
- Museo Nacional Centro de Arte Reina Sofia, Madrid
- Nationalgalerie Berlin
- Sammlung Verbund, Wien
- Generali Foundation, Wien
- 49 NORD 6 EST – Frac Lorraine, Metz
- Navigator Foundation, Boston, Mass. Boston
- The Art Collection of Erste Bank Group and Erste Foundation, Wien
- Museo Vostell Malpartida, Malpartida de Cáceres